# College Park (Georgia)
College Park è una città degli Stati Uniti d'America, situata tra le contee di Fulton e Clayton nello stato della Georgia.